# Soanenga
Soanenga est une ville et une commune urbaine de l'Ouest de Madagascar, appartenant au district de Besalampy, appartenant à la région de Melaky, dans la province de Majunga.

## Démographie
La population est estimée à environ 9 000 habitants en 2001.

## Économie
Les principales cultures sont principalement le riz, les noix de coco ou encore des cachoutiers.